# Самойло, Александр Александрович
Алекса́ндр Алекса́ндрович Самойло (23 октября [4 ноября] 1869, Российская империя, Москва — 8 ноября 1963, СССР, там же) — русский и советский военачальник, участник Первой мировой и Гражданской войн. Командующий красным Восточным фронтом в мае 1919 года. Генерального штаба генерал-майор (до 1917). Генерал-лейтенант авиации (1940). Профессор (1943). Член ВКП(б) с 1944 года.

## Биография

А. А. Самойло в период службы в Главном управлении Генерального штаба (1913—1914 гг.)

Происходил из дворянской семьи, сын военного врача, действительного статского советника, служившего во 2-м гренадерском Ростовском полку. Происходил из рода гетмана Запорожского войска Самойло Кошки. Образование получил в 3-й Московской гимназии. На военной службе с сентября 1890 г., вольноопределяющийся во 2-м гренадерском Ростовском полку. После окончания в 1892 г. Московского пехотного юнкерского училища выпущен подпоручиком в 6-й гренадерский Таврический полк. В ноябре 1892 г. переведен в 1-й лейб-гренадерский Екатеринославский полк. В августе 1895 г. произведен в поручики. Вольнослушателем посещал лекции на историко-филологическом отделении Московского университета.
После окончания в 1898 г. Николаевской академии Генерального штаба по первому разряду проходил службу при штабе 36-й пехотной дивизии, штабс-капитан. С декабря 1898 г. командовал ротой, затем офицер при штабе Казанского военного округа.
С марта 1901 г. старший адъютант штаба 31-й пехотной дивизии, капитан. С октября 1902 г. на службе в штабе Киевского военного округа: помощник старшего адъютанта штаба, обер-офицер для поручений, старший адъютант штаба. По представлению официального представителя Италии в ставке Верховного Главнокомандующего подполковника Мориса Марсенго (Maurice Marsengo) стал командором ордена Итальянской короны. В декабре 1904 г. произведен в подполковники. В этом же году родилась дочь Нина.
В 1903 г. совершил командировку с разведывательными целями в Австро-Венгрию, а в 1906 г. — в Германию и Англию. В течение 1907—1909 гг. проходил цензовое командование батальоном в Миргородском пехотном полку. За отличие по службе в декабре 1908 г. пожалован в полковники.
В августе 1909 г. А. А. Самойло переведен в Главное управление Генерального штаба на должность делопроизводителя разведывательного отделения, где вел работу по Австро-Венгрии. По представлению французского военного атташе полковника Пьера Эрнеста Маттона (Pierre Ernest Matton) в 1914 награждён орденом Почётного легиона степени офицера за предоставление правительству Франции данных о сроках мобилизации австро-венгерских войск. Кавалер нескольких румынских орденов.

### Участие в Первой мировой войне

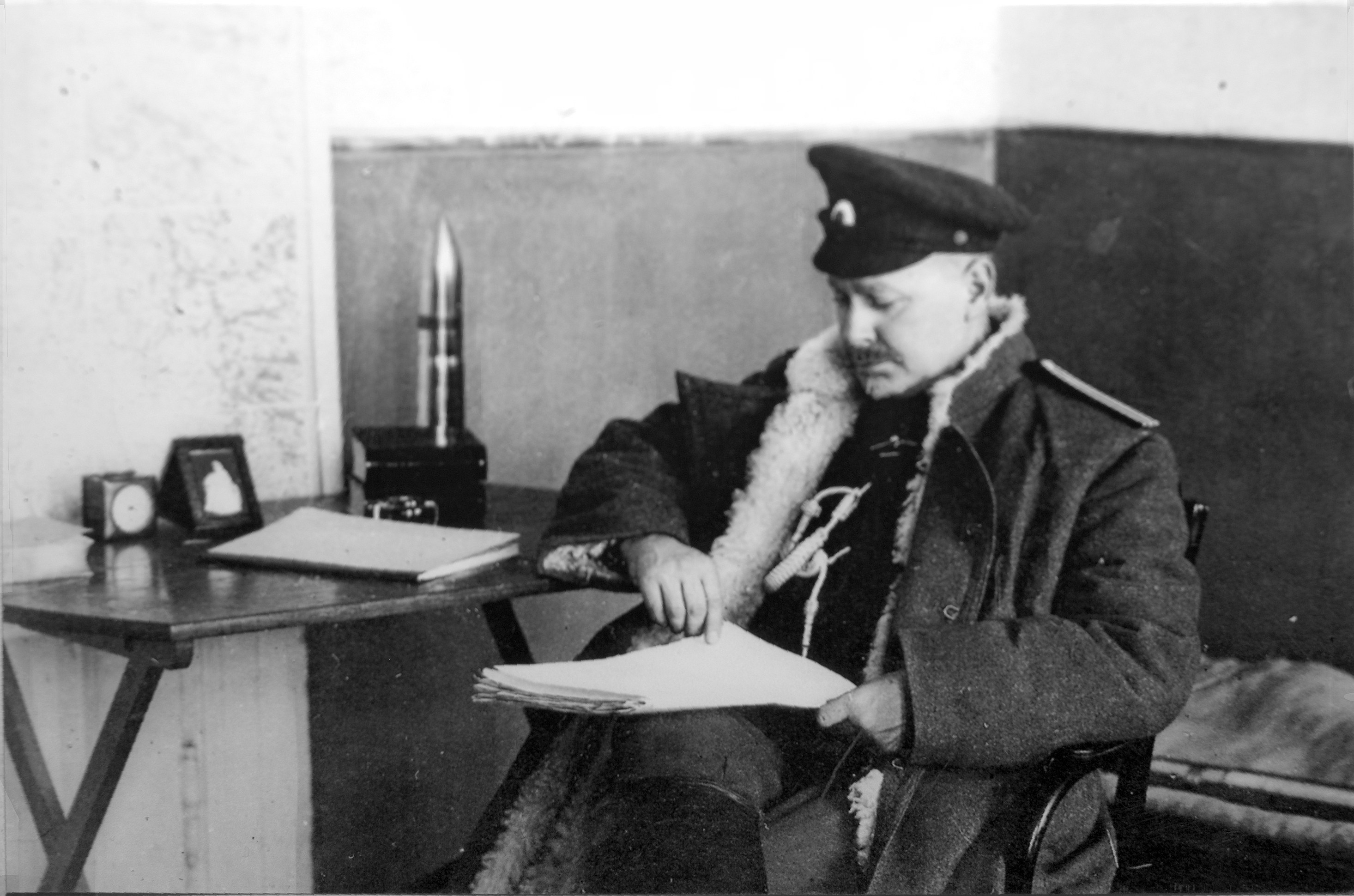
Генерал Самойло, 1917 г.

Во время Первой мировой войны служил в оперативном отделе Генерального штаба — штаб-офицер для делопроизводства и поручений в управлении генерал-квартирмейстера Ставки Верховного Главнокомандующего. В сентябре 1915 г. назначен исполнять должность помощника генерал-квартирмейстера штаба армий Западного фронта, а в ноябре 1916 г. за отличие произведён в генерал-майоры с утверждением в должности. После Февральской революции А. А. Самойло последовательно занимал должности генерал-квартирмейстера штаба 10-й армии, начальника штаба той же армии, генерал-квартирмейстера штаба армий Западного фронта.

### Участие в Гражданской войне
После Октябрьской революции перешёл на сторону большевиков. В качестве руководителя военной комиссии советской делегации участвовал в переговорах при заключении с Германией мирного договора в Брест-Литовске. Следуя распоряжению советского правительства об отмене знаков отличия, перед аудиенцией с командующим немецким Западным фронтом принцем Леопольдом Баварским в его резиденции в Скоках Самойло спорол с мундира генеральские погоны и лампасы, а также снял все ордена.
В феврале 1918 года генерал-майор А. А. Самойло добровольно вступил в РККА и был зачислен в распоряжение начальника штаба Западного фронта. Участник Гражданской войны: помощник начальника военрука Западного участка завесы, начальник штаба Беломорского военного округа, командующий сухопутными и морскими силами Архангельского района, начальник полевого штаба Северо-Восточного участка отрядов завесы.
В сентябре — ноябре 1918 года был начальником штаба 6-й армии, развернутой на базе отрядов этого участка завесы, затем до апреля 1920 года командовал этой армией, действовавшей в составе Северного фронта. Войска под его командованием провели Шенкурскую операцию, вели бои по освобождению железнодорожной линии Вологда — Архангельск, а после вывода английских войск провели операции по овладению городами Архангельск и Онега. В мае 1919 года генерал-майор Самойло командовал Восточным фронтом, войска которого в этот период провели Бугурусланскую и Белебейскую операции. С апреля 1920 года Самойло был прикомандирован к Полевому штабу РВСР и являлся членом комиссий по мирным переговорам с Финляндией и Турцией. С июня 1920 года и до упразднения Всероглавштаба в феврале 1921 года генерал-майор Самойло руководил деятельностью штаба, в ведении которого находились мобилизационные вопросы, совершенствование боевой и оперативной подготовки, а также обобщение боевого опыта. Затем Самойло был назначен 3-м помощником начальника Штаба РККА.
Участвовал в мирных переговорах с Финляндией в апреле 1920 года и с Турцией в марте 1921 года.
На основании приказа Реввоенсовета республики № 2262 от 10 октября 1921 года для руководства в войсках охотничьим спортом и рыболовством была создана Центральная комиссия охоты и рыболовства при Главном штабе РККА (ЦКОР), а в округах (фронтах) — окружные (фронтовые) комиссии. Первым председателем ЦКОР стал А. А. Самойло.

### После Гражданской войны
С июля 1922 года он — начальник Московского окружного управления военных учебных заведений, а с 1923 года — инспектор Главного управления военных учебных заведений РККА. С 1926 года преподавал в Московском университете, а затем в Московском гидрометеорологическом институте.
19 апреля 1936 года Александру Самойло было присвоено воинское звание комбриг, а в 1940 году он был назначен заместителем начальника оперативного отдела Главного управления ВВС и произведён в генерал-лейтенанты авиации (4.06.1940). С 1941 года Самойло вновь на военно-педагогической работе: преподаватель кафедры общей тактики в Военно-воздушной инженерной академии им. Н. Е. Жуковского, а с 1943 года — начальник кафедры военной администрации в той же академии, профессор.
Указом Президиума Верховного Совета СССР от 23 ноября 1942 года Александр Самойло был награждён орденом Ленина «за 50-летнюю непрерывную военную службу на командных должностях».
В 1944 году вступил в ВКП(б), одним из последних офицеров-генштабистов старой армии.
С 1948 года в отставке.
В конце жизни оглох на оба уха. Воспоминания «Две жизни», изданные в 1958 году, печатала на машинке его жена Анна Сергеевна Самойло (урожденная Майкова; 1888—1968). Похоронен на Новодевичьем кладбище в Москве.

## Семья
1-й брак: Надежда Ивановна Самойло (урожд. Соколова; 1873—1917)
- Старшая дочь, Нина Александровна Грановская (1904—1934), в 1926 году попала под поезд, лишилась ног. Работала в институте физики, была замужем за физиком В. Л. Грановским[9]. Их дочь Ольга, внучка А. А. Самойло, погибла в давке во время похорон И. В. Сталина.
- Младшая дочь, Кира Александровна (1909—2007), работала в редакции газеты «Вечерняя Москва». Заслуженный работник культуры РСФСР (1973). Внучка (дочь Киры) — Татьяна Григорьевна Битюрина (г. р.1940), кандидат химических наук, заместитель директора АО «ВНИИ полиграфии». Ее муж — Валентин Анатольевич Битюрин, доктор физико-математических наук, профессор. Правнучки А.А.Самойло: Анна Валентиновна (г. р. 1968) и Ольга Валентиновна (г. р.1973).

2-й брак: 
Анна Сергеевна Самойло (урожд. Майкова; 1888—1968)
Брат Владимир (1879—1957) — военный врач. Заведующий хирургическим отделением больницы. Во время войны — майор медицинской службы.
Брат Павел (1884 — после 1960) — военный лётчик, участник Первой мировой и Гражданской войн, полковник, и. д. начальника Воздушного флота белых Восточного фронта, эмигрировал в США.

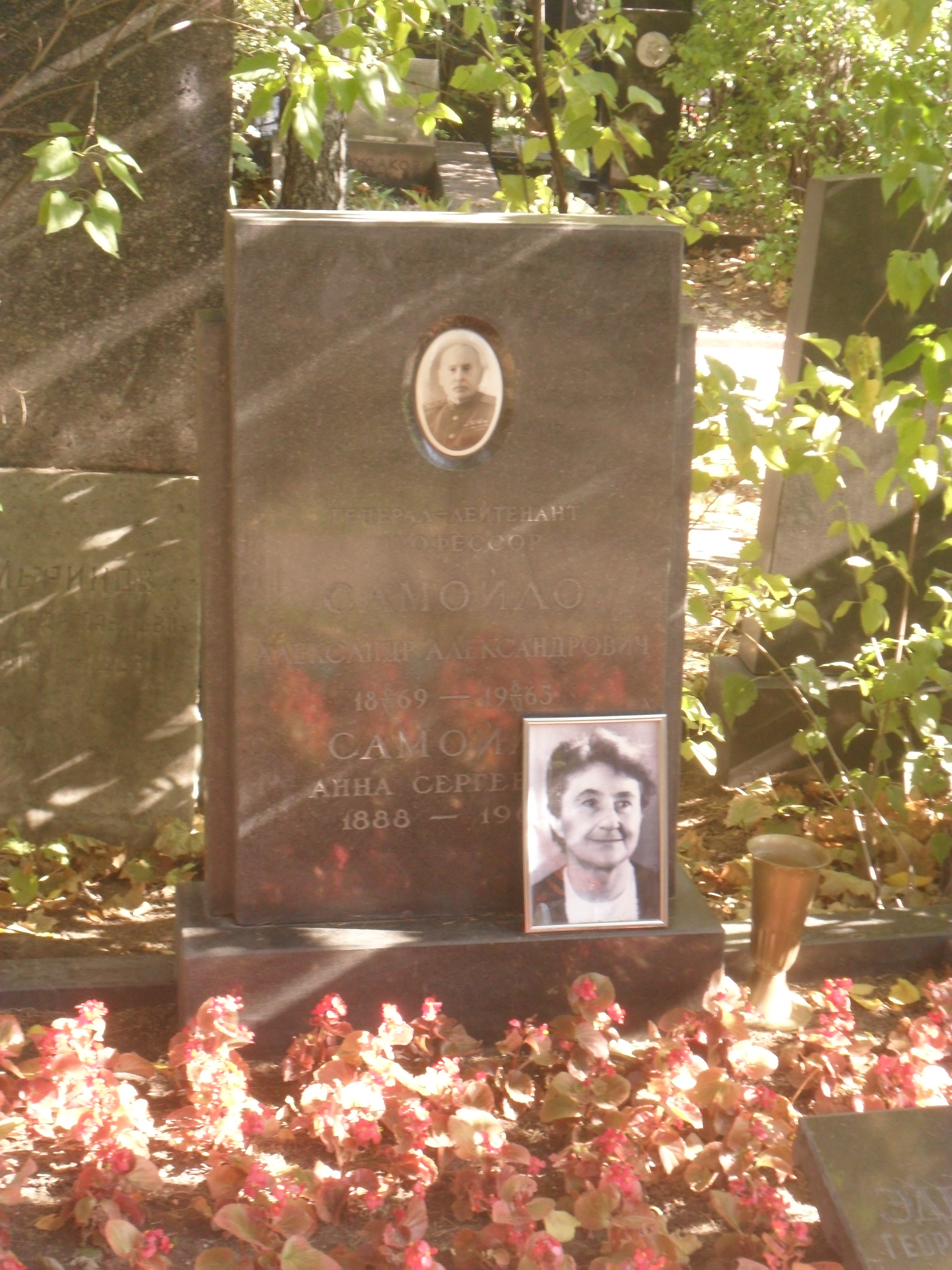
Могила Самойло на Новодевичьем кладбище Москвы.

Сестра Екатерина.

## Награды Российской империи
- Орден Святого Станислава 3-й степени (1903)
- Орден Святой Анны 3-й степени (1906)
- Орден Святого Станислава 2-й степени (6.12.1911)
- Орден Святого Владимира 4-й степени (6.12.1913)
- Орден Святого Владимира 3-й степени (16.01.1915)

## Награды СССР
- 2 ордена Ленина (23.11.1942; 21.02.1945)
- 4 ордена Красного Знамени (21.02.1920; …? ;3.11.1944; 6.11.1947)
- Орден Отечественной войны 1-й степени (18.08.1945)
- Медаль «XX лет Рабоче-Крестьянской Красной Армии» (22.02.1938)
- Медаль «За победу над Германией в Великой Отечественной войне 1941—1945 гг.» (29.08.1945)
- Медаль «В память 800-летия Москвы» (12.06.1947)
- Медаль «30 лет Советской Армии и Флота» (22.02.1948)

## Увековечение памяти
Именем Александра Самойло названы улицы в Вологде и Архангельске.

## Основные работы
- А. А. Самойло. Памятка для разведчика и дозорного. — М.: Высш. воен. ред. совет, 1923. — 48 с.
- А. А. Самойло. Практические способы изучения тактики. — М.: Высш. воен. ред. совет, 1924. — 40 с.
- А. А. Самойло. Ночные действия. — М.: Государственное военное издательство, 1924. — 166 с.
- А. А. Самойло. Две жизни. — М.: Воениздат, 1958. — 274 с.
- А. А. Самойло. Поучительный урок / Проф. ген.-лейт. авиации в отставке А. А. Самойло, канд. ист. наук полк. запаса М. И. Сбойчаков. — М.: Воениздат, 1962. — 190 с.